# Aimé Argand
François Pierre Ami Argand (n. 5 iulie 1750 la Geneva - d. 14 octombrie 1803 la Londra) a fost un fizician și chimist elvețian.
Este cunoscut pentru inventarea lămpii care îi poartă numele (lampa Argand), care este o perfecționare a lămpii cu petrol.
A fost prieten cu Étienne Montgolfier și a luat parte la experimentele acestuia cu balonul cu aer cald.
A introdus unele inovații în procesul de obținere prin distilare a vinarsului.